# François de Melun
François de Melun,  mort le  22 novembre  1522 à Furnes, est un  prélat français du XVIe siècle.

## Biographie
François de Melun appartient à la fameuse maison de Melun. Il est le fils de Jean II de Melun, seigneur d'Antoing,  et de Marie de Sarrebruche. François est prévôt de Bruges, en 1505, puis de Saint-Omer et de Saint-Pierre de Lille. Il succède à l'évêché d'Arras, début 1509, et passe deux ans plus tard à l'évêché de Thérouanne.